# Mao: "Grib dagen, grib timen"
Mao: "Grib dagen, grib timen" er en film instrueret af Dino Raymond Hansen efter manuskript af Dino Raymond Hansen. Filmen har Kortfilmrådet & Filmfonden/Danmarks Radios Workshop som produktionsselskab.

## Handling
Formand Mao er ikke alene en revolutionær leder og tænker, men også kunstner, som i klassisk formede digte udtrykker sine erfaringer og visioner. I filmen synges, læses og udlægges 8 af Maos digte: 'Changsha' (1925), 'Jinggang Bjergene' (1928), 'Den Lange March' (1935), 'Sne' (1936), 'Folkets Befrielseshær erobrer Nanjing' (1949), 'Svømning' (1956), 'Svar til Kammerat Guo Moruo' (1961) og 'Gensyn med Jinggang Bjergene' (1965). Gennem digtene skildres den kinesiske revolution fra dens spæde begyndelse i 1921 til Kulturrevolutionen.
Digtene læses af Jørgen Sonne.